# Puccinia tanaceti
Puccinia tanaceti Schwein. – gatunek grzybów z rodziny rdzowatych (Pucciniaceae). Grzyb mikroskopijny pasożytujący na gatunkach roślin z rodzaju wrotycz (Tanacetum). Wywołuje u nich chorobę o nazwie rdza.

## Systematyka i nazewnictwo
Pozycja w klasyfikacji według Index Fungorum: Puccinia, Pucciniaceae, Pucciniales, Incertae sedis, Pucciniomycetes, Pucciniomycotina, Basidiomycota, Fungi.
Synonimy:

- Puccinia artemisiae Fuckel 1863
- Puccinia artemisiella P. Syd. & Syd. 1902
- Puccinia discoidearum Link 1825
- Puccinia pyrethri Rabenh. 1880
- Trichobasis artemisiae Berk. 1860
- Uredo absinthii DC. 1808
- Uredo artemisiae Rabenh. 1844
- Uredo chrysanthemi Roze 1900

## Cykl życiowyi morfologia
Pasożyt jednodomowy i wąski monofag, którego jedynym żywicielem są rośliny należące do rodzaju wrotycz. Rdza niepełnocyklowa, wytwarzająca tylko 2 rodzaje zarodników: urediniospory i teliospory.
Na obydwu stronach liści porażonych roślin tworzy uredinia i telia. Uredinia jasnobrązowe, powstające w nich urediniospory mają powierzchnię drobnokolczastą i 3 pory rostkowe, każda z hialinowymi, gładkimi brodawkami. Telia czarnobrązowe, teliospory gładkie, dwukomórkowe z długim, trwałym, hialinowym trzonkiem.

## Występowanie i siedlisko
Gatunek szeroko rozprzestrzeniony. Podano liczne stanowiska w Ameryce Północnej i Europie i mniej liczne w Ameryce Południowej, Azji, Afryce i na Nowej Zelandii.
Wśród jego żywicieli znane są tylko 2 gatunki wrotyczy: wrotycz pospolity (Tanacetum vulgare) i wrotycz maruna (Tanacetum parthenium).
Badania przeprowadzone w USA potwierdziły wąski monofagizm rdzy Puccinia tanaceti. Patogena tego udało się skutecznie zaszczepić na wrotyczu pospolitym, nie powiodło się to natomiast na blisko z nim spokrewnionych roślinach z plemienia Anthemidae (rodzina astrowatych): Leucanthemum maximum, Leucanthemum vulgare, Artemisia absinthium i A. tridentata. Występujące na tych roślinach gatunki opisane jako P. tanaceti to w istocie inne gatunki rodzaju Puccinia.